# Antonio Carafa

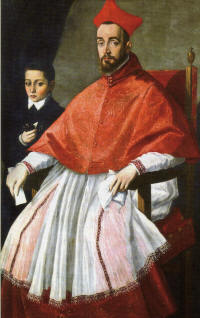
Antonio Kardinal Carafa

Antonio Carafa (* 25. März 1538 in Neapel; † 13. Januar 1591 in Rom) war ein Kardinal der Römischen Kirche.

## Biographie
Er war ein Sohn von Rinaldo Carafa und bereits seit 1555 Mitglied der römischen Kurie. Der mit ihm verwandte Papst Paul IV. verlieh ihm 1558 ein Kanonikat am Petersdom. Im Jahre 1559 musste er Rom verlassen, da die Familie Carafa durch Papst Pius IV. verfolgt wurde. Carafa ging in die Abruzzen, danach nach Padua und schließlich nach Neapel. In Padua studierte er ab 1559 die Rechte und beschäftigte sich mit Kirchengeschichte, in Neapel lernte er bei Guglielmo Sirleto Griechisch. Später stellte er sich in die Dienste von Kardinal Antonio Ghisleri, der 1566 zu Papst Pius V. gewählt wurde. Als die Familie Carafa durch Pius V. rehabilitiert wurde, kehrte er nach Rom zurück.
Er wurde im März 1568 von Papst Pius V. als Kardinal von Sant’Eusebio in das Kardinalskollegium aufgenommen. 1573 übernahm er die Titeldiakonie Santa Maria in Cosmedin. 1577 wechselte er auf die Titeldiakonie Santa Maria in Via Lata und 1583 als Kardinalpriester auf die Titelkirche Santi Giovanni e Paolo. Er war Mitglied der Kommission zur Revision der Vulgata und seit 1568 Mitglied und ab 1586 Präfekt der Kongregation zur Erklärung des Konzil von Trient. Von 1569 bis zu seinem Tod war er Präfekt der Signatura de gratia sowie Mitglied mehrerer Kommissionen, die mit der Verbesserungen der Ausgaben zentraler kirchlicher Texte betraut waren.
Carafa nahm am Konklave von 1572 teil, das Papst Gregor XIII. wählte, ebenso am Konklave von 1585, aus dem Sixtus V. als Papst hervorging, am Konklave September 1590, das Papst Urban VII. bestimmte, und schließlich am Konklave Oktober 1590, in dem Gregor XIV. zum obersten Pontifex der Kirche gewählt wurde. Während des Pontifikates von Sixtus V. (1585–1590) ließ Carafa die römische Kirche Santi Giovanni e Paolo auf eigene Kosten restaurieren.
Das Grabmal Antonio Carafas befindet sich in S. Silvestro al Quirinale in Rom.
Aus dem Geschlecht der Carafa stammen weitere Kardinäle, siehe Carafa (Adelsgeschlecht).

## Werke
Als Mitglied und Vorsteher mehrerer Kommissionen zur Verbesserung des Bibeltextes, Mitglied der Correctores Romani und später als Kardinalbibliothekar Gregors XIII. war er an der Erstellung mehrerer römischer Ausgaben der Bibel und des Corpus Iuris Canonici beteiligte. Dazu gehörte die römische Septuaginta-Ausgabe, die 1587 veröffentlicht wurde und von der 1588 ebenfalls in Rom eine von Flaminius Nobilius besorgte lateinische Übertragung erschien. Seit 1569 hatte Carafa an der Verbesserung der lateinischen Bibelübersetzung (Vulgata) mitgearbeitet; noch kurz vor seinem Tod war er am Widerstand gegen die Vulgata Sixtina beteiligt, und die erstmals 1592 erschienene Vulgata Clementina geht auch auf Carafas Vorarbeiten zurück.
Ferner übersetzte er u. a. Theodorets Kommentar zu den Psalmen und Gregor von Nazianz’ Orationes aus dem Griechischen ins Lateinische. Carafa verfasste eine apologetische Biografie seines Verwandten und frühen Förderers Papst Paul IV., die 1612 veröffentlicht wurde.
Um 1580 ließ er die später so genannte Villa Grazioli in der Nähe von Frascati errichten.